# 大和SMBCキャピタル
大和SMBCキャピタル株式会社（だいわエスエムビーシーキャピタル）は、大和証券グループ本社および三井住友銀行（SMBC）が出資していた、かつて存在した合弁企業。国内第2位の大手ベンチャー投資ファンド（ベンチャーキャピタル）であった。
2010年の合弁契約の解消に伴い、現在は、大和証券系の大和企業投資株式会社とSMBC系のSMBCベンチャーキャピタル株式会社（SMBCVC）に分割されている。

## 概説
日本を代表する投資ファンドの一つとして、ベンチャー投資、バイアウト投資（企業買収）を行っていた。多数の有名なディールに携わっており、日本のプライベート・エクイティ投資分野における重要なプレイヤーであると言える。1982年8月設立のNIFベンチャーズ（日本インベストメント・ファイナンス）が源流。

## 略歴

### 大和証券系・NIFベンチャーズ
- 1983年（昭和58年）10月20日 - 大和抵当証券株式会社設立。
- 1989年（平成元年）7月1日 - 大和クレジットサービス株式会社[注釈 1]を吸収合併し、商号を大和ファイナンス株式会社に変更。
- 2000年（平成12年）4月1日 - 日本インベストメント・ファイナンス株式会社[注釈 2]を吸収合併し、商号をエヌ・アイ・エフ ベンチャーズ株式会社に変更。

### SMFG系・SMBCキャピタル
- 1992年（平成4年）3月 - 三井銀行系の株式会社三井ファイナンスサービスと太陽神戸銀行系の太陽神戸抵当証券株式会社の両社のベンチャーキャピタル事業を移管して、さくらキャピタル株式会社を設立。
- 2001年（平成11年）4月 - さくらキャピタルが、住友銀行系の住銀インベストメント株式会社を合併し、SMBCキャピタル株式会社（略称：SMBCC）に商号変更。

### 大和SMBCキャピタル発足後
- 2005年（平成17年）10月1日 - エヌ・アイ・エフ ベンチャーズがSMBCキャピタル[注釈 3]を吸収合併し、商号をエヌ・アイ・エフSMBCベンチャーズ株式会社に変更。
- 2008年（平成20年）10月1日 - 大和SMBCキャピタル株式会社（略称：DSCAP）に商号変更。
- 2009年（平成21年）
  - 9月15日 - 株式の上場廃止。
  - 9月25日 - 非上場化を目的とした全部取得条項付与による少数株主の株式買取により、大和証券グループ本社60%、SMBC40%の出資となる。
- 2010年（平成22年）
  - 5月19日 - 大和証券グループ本社、三井住友フィナンシャルグループ（SMFG）、SMBCの3社が、ベンチャーキャピタル事業における合弁事業解消に関する契約を締結[1]。
  - 7月1日 - 合弁事業を解消。大和SMBCキャピタル株式会社が会社分割を実施し、完全子会社のNSキャピタル株式会社（略称NSCAP）を設立。
    - SMFG保有のDSCAP株式が大和証券グループに譲渡され、DSCAPが大和企業投資株式会社に商号変更。のち2015年7月に持株会社体制移行に伴い、株式会社大和キャピタル・ホールディングスへ商号変更。
    - DSCAP保有のNSCAP株式が、SMFGのグループ会社ほかに譲渡され、SMBCベンチャーキャピタル株式会社（略称：SMBCVC）に商号変更。